# Belatacept
Il belatacept, conosciuto anche con il nome commerciale di Nulojix, è una proteina di fusione composta dal frammento Fc di una immunoglobulina G1 umana associato ad un dominio extracellulare della molecola CTLA-4, cruciale nella co-stimolazione dei linfociti T e responsabile della loro inibizione della funzionalità. Questo farmaco è stato realizzato allo scopo di diminuire la mortalità dei pazienti sottoposti a trapianto d'organo, evitando gli effetti collaterali dati dalla terapia standard a base di immunosoppressori, che include vari medicinali tra cui gli inibitori della calcineurina.
Il belatacept, prodotto dalla Bristol-Myers Squibb e approvato dalla Food and Drug Administration il 15 giugno 2011, ha una formula chimica che differisce da quella dell'abatacept (noto con il nome commerciale di Orencia) per due soli amminoacidi.